# Acronicta
Genre
Le genre Acronicta regroupe des lépidoptères (papillons) nocturnes de la famille des Noctuidae.

## Liste des espèces
- Acronicta aceris (Linnaeus, 1758) - Noctuelle de l'érable.
- Acronicta acla (Benjamin, 1933).
- Acronicta afflicta (Walker, 1861).
- Acronicta albarufa (Grote, 1879).
- Acronicta alni (Linnaeus, 1767).
- Acronicta americana (Harris, 1841). - Acronycte d'Amérique
- Acronicta arioch (Grote, 1881).
- Acronicta atristrigata (J. B. Smith, 1900).
- Acronicta auricoma (Denis et Schiffermüller, 1775).
- Acronicta barnesii (Grote, 1882).
- Acronicta beameri (J. B. Smith, 1900).
- Acronicta betulae (Grote, 1879).
- Acronicta brumosa (Walker, 1861).
- Acronicta caesarea (Walker, 1861).
- Acronicta cinerea (Hufnagel, 1766).
- Acronicta clarescens (Grote, 1882).
- Acronicta connecta (Grote, 1879).
- Acronicta cuspis (Hübner, [1813]).
- Acronicta dactylina (J. E. Smith, 1797). - Acronycte de l'aulne
- Acronicta distans (Grote, 1879).
- Acronicta edolata (Grote, 1881).
- Acronicta euphorbiae (Denis et Schiffermüller, 1775).
- Acronicta exempta (Grote, 1879).
- Acronicta exilis (Barnes et Benjamin, 1924).
- Acronicta extricata (Grote, 1882).
- Acronicta falcula (Grote, 1877).
- Acronicta fragilis (Guénée, 1852). - Acronycte fragile
- Acronicta funeralis (Dyar, 1912).
- Acronicta furcifera (Grote, 1864).
- Acronicta grisea (Hübner, 1879). - Acronycte grise
- Acronicta haesitata (Grote, 1882).
- Acronicta hamamelis (Grote, 1882).
- Acronicta hasta (Grote, 1864).
- Acronicta hastulifera (J. E. Smith, 1797).
- Acronicta hesperida (J. E. Smith, 1797).
- Acronicta impleta (Harvey, 1875).
- Acronicta impressa (Harvey, 1875). - Acronycte impressionnée
- Acronicta inclara (Grote, 1882).
- Acronicta increta (Grote, 1882).
- Acronicta innotata (Grote, 1879). - Acronycte du bouleau
- Acronicta insita (J. E. Smith, 1797).
- Acronicta interrupta (J. B. Smith, 1900).
- Acronicta laetifica (Grote, 1864).
- Acronicta lanceolaria (Grote, 1875).
- Acronicta lepetita (Dyar, 1912).
- Acronicta leporina (Linnaeus, 1758). - Noctuelle-Lièvre
- Acronicta lepusculina (J. E. Smith, 1797). - Acronycte du tremble
- Acronicta lithospila (Grote, 1882).
- Acronicta lobeliae (J. B. Smith, 1900).
- Acronicta longa (Dyar, 1904).
- Acronicta mansueta (Grote, 1879).
- Acronicta marmorata (Harvey, 1875).
- Acronicta megacephala (Denis et Schiffermüller, 1775).
- Acronicta menyanthidis (Esper, 1789).
- Acronicta modica (Barnes et Benjamin, 1924).
- Acronicta morula (J. B. Smith, 1900).
- Acronicta noctivaga (Harvey, 1875).
- Acronicta oblinita (J. E. Smith, 1797). - Acronycte souillée
- Acronicta orientalis (Hufnagel, 1766).
- Acronicta othello (Grote, 1881).
- Acronicta ovata (Barnes et Benjamin, 1924).
- Acronicta parallela (Grote, 1879).
- Acronicta paupercula (Dyar, 1912).
- Acronicta perdita (Grote, 1882).
- Acronicta pruni (J. B. Smith, 1900).
- Acronicta psi (Linnaeus, 1758).
- Acronicta quadrata (Dyar, 1912).
- Acronicta radcliffei (Harvey, 1875).
- Acronicta rapidan (Dyar, 1912).
- Acronicta retardata (Walker, 1861).
- Acronicta rubricoma (Linnaeus, 1758).
- Acronicta rumicis (Linnaeus, 1758) — Noctuelle de la patience.
- Acronicta sagittata (J. E. Smith, 1797).
- Acronicta sperata (Harvey, 1875).
- Acronicta spinigera (J. B. Smith, 1900).
- Acronicta strigosa (Denis et Schiffermüller, 1775).
- Acronicta strigulata (Grote, 1880).
- Acronicta subochrea (Walker, 1861).
- Acronicta superans (Grote, 1864).
- Acronicta tartarea (Hübner, 1879).
- Acronicta theodora (J. B. Smith, 1900).
- Acronicta thoracica (Grote, 1880).
- Acronicta tota (Grote, 1879).
- Acronicta tridens (Denis et Schiffermüller, 1775).
- Acronicta tristis (Grote, 1882).
- Acronicta tritona (Hübner, 1879).
- Acronicta valliscola (J. B. Smith, 1900).
- Acronicta vinnula (Grote, 1864).